# Soustřednost

Soustředné kružnice

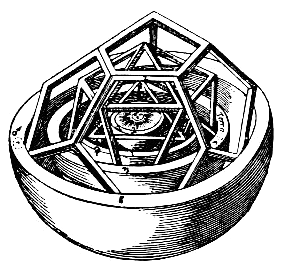
Keplerův kosmologický model sluneční soustavy předpokládá soustředná platónská tělesa a koule

Soustřednost nebo také koncentricita (z latinského con - s a centrum - střed) je vlastnost skupiny dvou nebo více geometrických útvarů, které sdílí geometrický střed.

## Soustředné kružnice
Typickým příkladem soustřednosti jsou soustředné kružnice v rovině, tedy kružnice, které mají stejný geometrický střed, ale liší se různými poloměry (z praktických důvodů bývají tímto způsobem kresleny terče).
Soustředné kružnice mohou existovat i ve vícerozměrném prostoru, kde dokonce ani nemusí mít různé poloměry (například astronomické poledníky).